# 淝南镇
淝南镇，是中华人民共和国安徽省蚌埠市怀远县下辖的一个乡镇级行政单位。

## 行政区划
淝南乡下辖以下地区：
双沟村、吕浅村、姚圩村、马圩村、曹沟村、淝河新村、蒲林村、丁集村、中南村、新建村、燕集村、燕南村、固庄村、徐万村、张集村、丁寺村和徐湾村。